# Europaparlamentsvalet i Nederländerna 2014
Europaparlamentsvalet i Nederländerna 2014 ägde rum torsdagen den 22 maj 2014. Över tolv miljoner personer var röstberättigade i valet om de 26 mandat som Nederländerna hade tilldelats innan valet. I valet tillämpade landet ett valsystem med partilistor och d’Hondts metod, utan någon spärr för småpartier. Nederländerna var inte uppdelat i några valkretsar, utan landet fungerade som en enda valkrets i valet. Enligt vallokalsundersökningen var valdeltagandet på ungefär samma nivå som i valet 2009.

## Valresultat
Det parti som fick flest röster i valet blev Demokraterna 66 som fick 15,48 procent av rösterna och 4 mandat. Kristdemokratisk appell (CDA) fick 15,18 procent av rösterna och 5 mandat. Tredje största parti i valet blev Frihetspartiet (PVV) med 13,32 procent av rösterna och 4 mandat. Folkpartiet för Frihet och Demokrati (VVD) fick 12,02 procent av rösterna och 3 mandat. det Socialistiska partiet (SP) fick 9,64 procent av rösterna och 2 mandat. Arbetarpartiet (PvdA) fick 9,40 procent av rösterna och 3 mandat. Kristliga Unionen-RSP fick 7,67 procent av rösterna och 2 mandat. Grön vänster fick 6,98 procent av rösterna och 2 mandat. Partiet för djuren (PvdD) fick 4,21 procent av rösterna och ett mandat. Av de övriga partierna som deltog i valet, ett tiotal, fick ingen något mandat